# Suspensió (automoció)

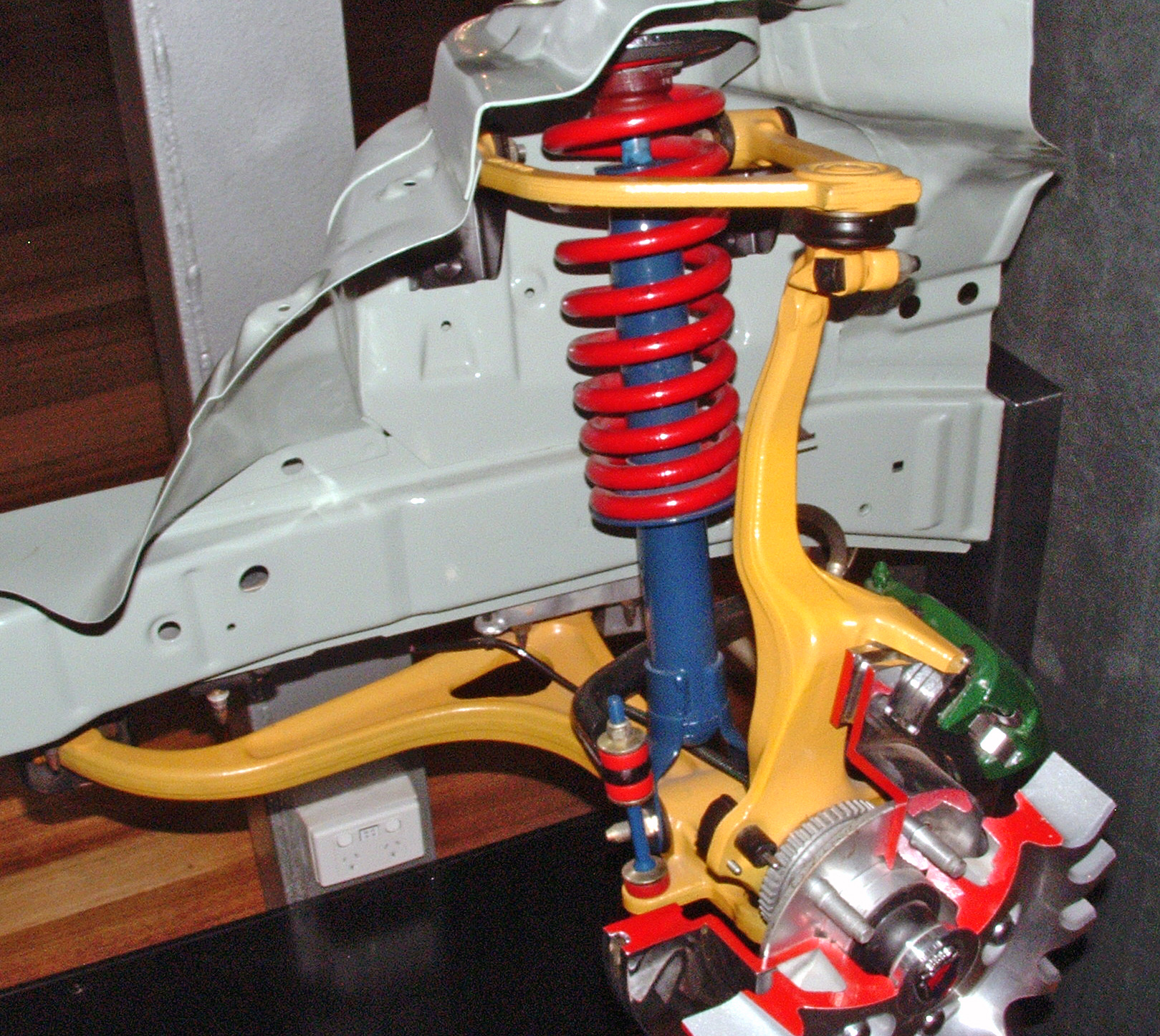
Vista dels elements de suspensió

La suspensió en un vehicle, sigui automòbil, camió, motocicleta o bicicleta, és el conjunt d'elements que absorbeixen les irregularitats del terreny pel qual se circula per augmentar la comoditat i el control del vehicle. El sistema de suspensió actua entre el xassís i les rodes, les quals reben de forma directa les irregularitats de la superfície transitada.

## Història
Abans dels automòbils hi havia els carruatges, i els camins per a on transitaven no estaven pavimentats o ho estaven molt malament, axó feia que viatjar en aquestes condicions fos un suplici, pel continu desplaçament, més o menys violent, que sofria el passatge en el seu interior. És per això que de bon principi es va pensar a penjar la caixa del passatge d'unes cintes o corretges, per aïllar-los de les irregularitats dels camins.
Amb el desenvolupament de la metal·lúrgia, es van construir els primers elements amb elasticitat suficient per a desenvolupar aquestes funcions (ballestes i molles). Amb posterioritat s'han anat desenvolupat altres sistemes més sofisticats de suspensió, com sistema de rodes independents, suspensió pneumàtica, o la suspensió hidropneumàtica.

## Funcionament
En tota suspensió es tracta d'intercalar uns elements elàstics entre el xassís o bastidor i les rodes, això s'aconseguia en principi amb les ballestes, però es produeix un efecte molt indesitjable de rebot, que no permet que la roda estigui en permanent contacte amb el paviment, per axó és necessari l'ús dels amortidors que absorbeixen aquests rebots, permetent el contacte continu, necessari per a les maniobres de direcció i de frenat (d'aquí el correcte funcionament dels amortidors, per a la seguretat de la conducció).
En el cas de motocicletes i bicicletes els amortidors i les molles helicoïdals, acostumen a formar un sol bloc. En l'eix del davant està tot dintre de les barres de suspensió, actuant aquestes, amb les botelles, com a recipient de l'oli de suspensió. En la part del darrere les molles estan per sobre del cos de l'amortidor, que va subjecte entre el bastidor i la forquilla basculant. Molt sovint es pot variar la tara de la suspensió (pretsat de les molles).
És important quan es dissenya una suspensió, de tenir en compte la relació entre masses suspeses i semi suspeses amb la massa total del vehicle, de tal forma que com menor sigui el valor de les masses suspeses i semi suspeses, millor actuarà a la suspensió. Les masses suspeses es refereix al que hi ha per sota de les molles i amortidors. Mentre que les masses semi suspeses es refereix als elements elàstics, amortidors, i bieles de suspensió.

## Tipus de suspensió
En l'actualitat les suspensions que s'utilitzen en els automòbils de turisme són molt variades, tot i que totes estan basades en uns pocs sistemes diferenciats.

### Suspensió mecànica

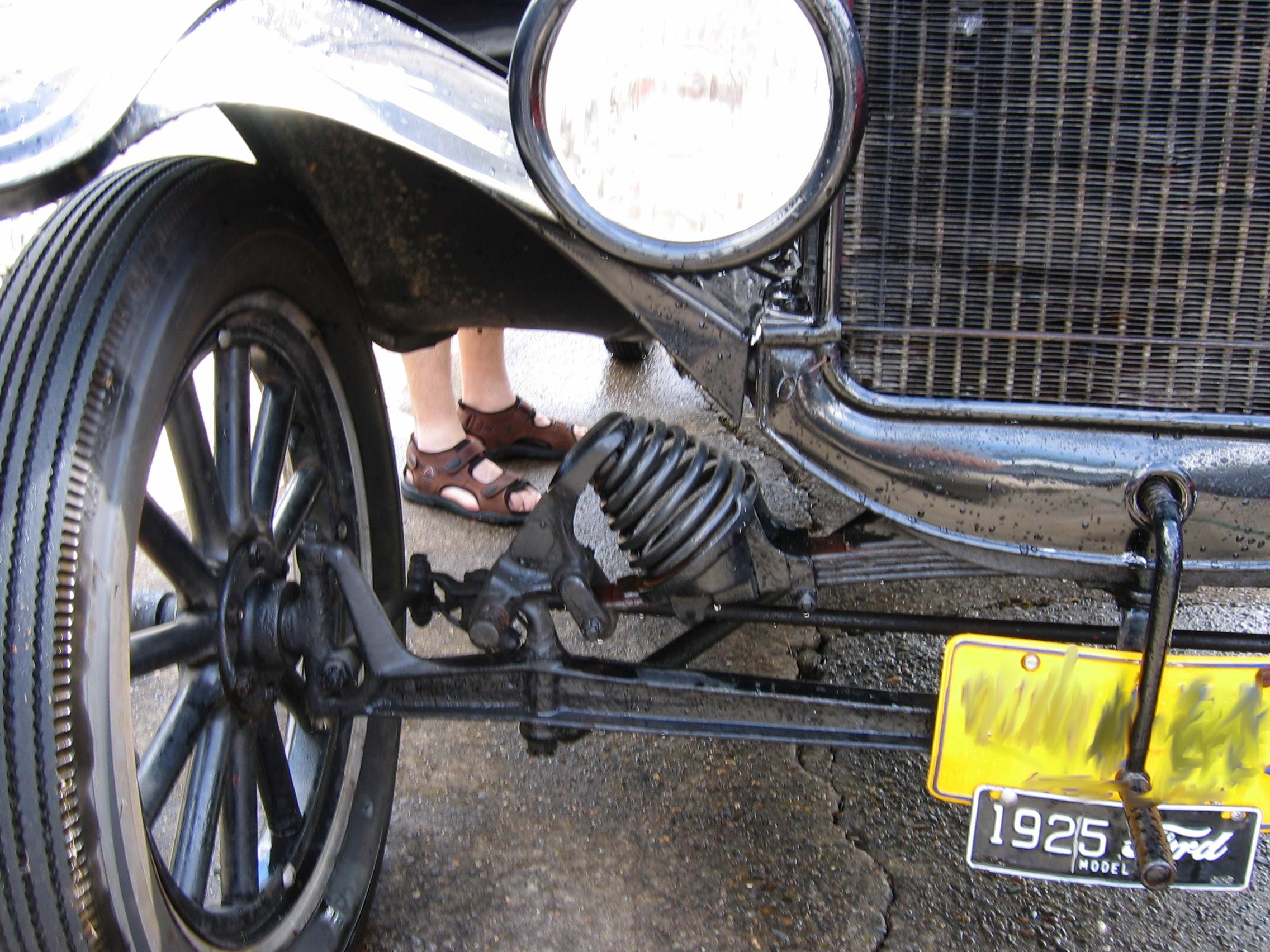
Suspensió d'eix rígid utilitzada pel Ford T

Són totes aquelles suspensions en què intervenen elements mecànics com a elements elàstics. Poden ser de dos tipus, les d'eix rígid i les de rodes independents.
En primer lloc tenim les suspensions en què les dues rodes d'un eix estan unides per un eix rígid, de tal manera que el moviment d'una es transmet a l'altra. És el tipus de suspensió més antiga, no obstant això, es fa servir en els cotxes de gamma més baixa quan és possible utilitzar solucions més senzilles i barates, i majorment per vehicles pesats, camions, autocars i trens. Aquests tipus de suspensió, en principi, no tenen tan bon comportament com les independents, però el seu bon compromís entre cost i comportament fa que siguin àmpliament utilitzades.
Per aconseguir el posicionament correcte en tot moment, es fa servir una sèrie de bieles unides entre el xassís i l'eix per “silentblocks”, que segons la seva geometria rep diferents noms com “Pont De Dion”
Quant a elements elàstics es pot fer servir ballestes, blocs de cautxú o ressorts helicoïdals (molles) i barres de torsió, sempre assistides pels inefables amortidors.

### Suspensió independent

Esquema de funcionament de una roda en la suspensió independent

De les suspensions en què, per contra, totes dues rodes tenen elements de suspensió que no són comuns, s'anomenen "independents". N'hi ha diversos tipus, com per exemple els de braços tirats, multibraç, paral·lelogram deformable i McPherson. La suspensió de braços tirats està formada per un braç de suspensió articulat per a cada roda on queden ancorats amortidors telescòpics. La suspensió McPherson es basa en un bloc en què s'integra l'amortidor i la molla.
En gairebé tots els turismes l'eix davanter és independent, ja que és l'eix que suporta les rodes amb direcció i cal que el perfil del paviment sigui seguit amb la màxima fidelitat. La suspensió més utilitzada en l'eix davanter és la de tipus MacPherson i les seves variants més modernes basades en ella. Aquest tipus de suspensió és molt més efectiva que les anteriorment esmentades perquè el moviment d'una roda no afecta les altres. No obstant això, la suspensió MacPherson té l'inconvenient que no manté exactament la geometria en tot el moment perquè descriu un moviment lleugerament circular.
Les solucions emprades en els eixos davanter i posterior solen ser diferents, principalment perquè només les rodes davanteres tenen direcció. També depèn de si la transmissió es fa a les rodes de davant, les de darrere o a les quatre rodes.

### Suspensió pneumàtica

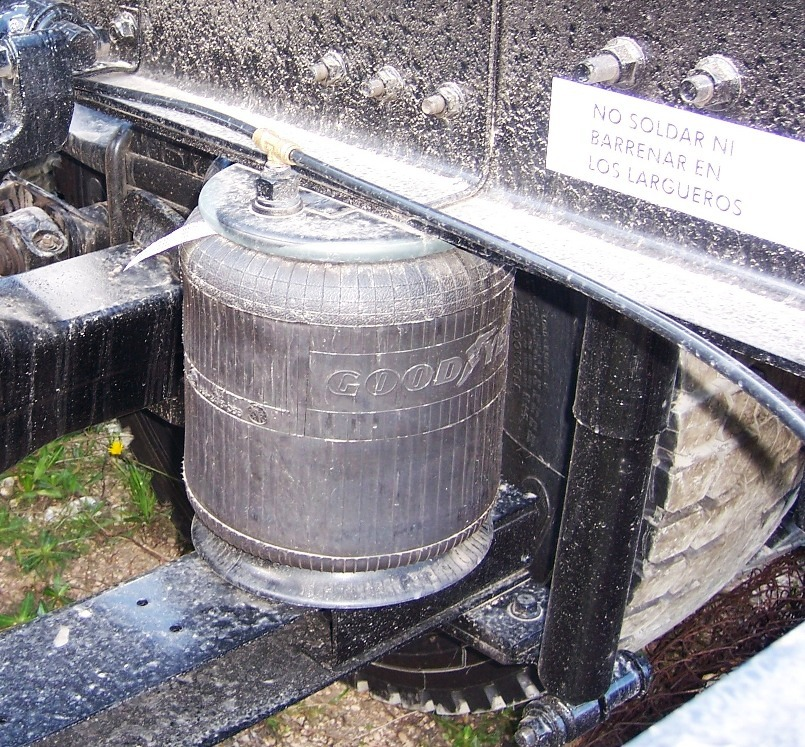
Exemple de suspensió pneumàtica

Majorment s'anomena d'aquesta manera a les suspensions que fan servir l'aire o un gas com a element elàstic. Aquest fluid està contingut dintre d'un globus que acostuma a ser de cautxú per absorbir les deformacions. Moltes vegades es fa servir un compressor i un sistema de vàlvules per mantenir la pressió, en el seu interior, i l'alçària del vehicle.
Al principi es feia servir com a reforç de les suspensions mecàniques (autobús urbà Pegaso 6035), però amb la incorporació del sistema de vàlvules, és capaç d'actuar ella sola (camions de transport de ciment, Tren Talgo).

### Suspensió hidropneumàtica

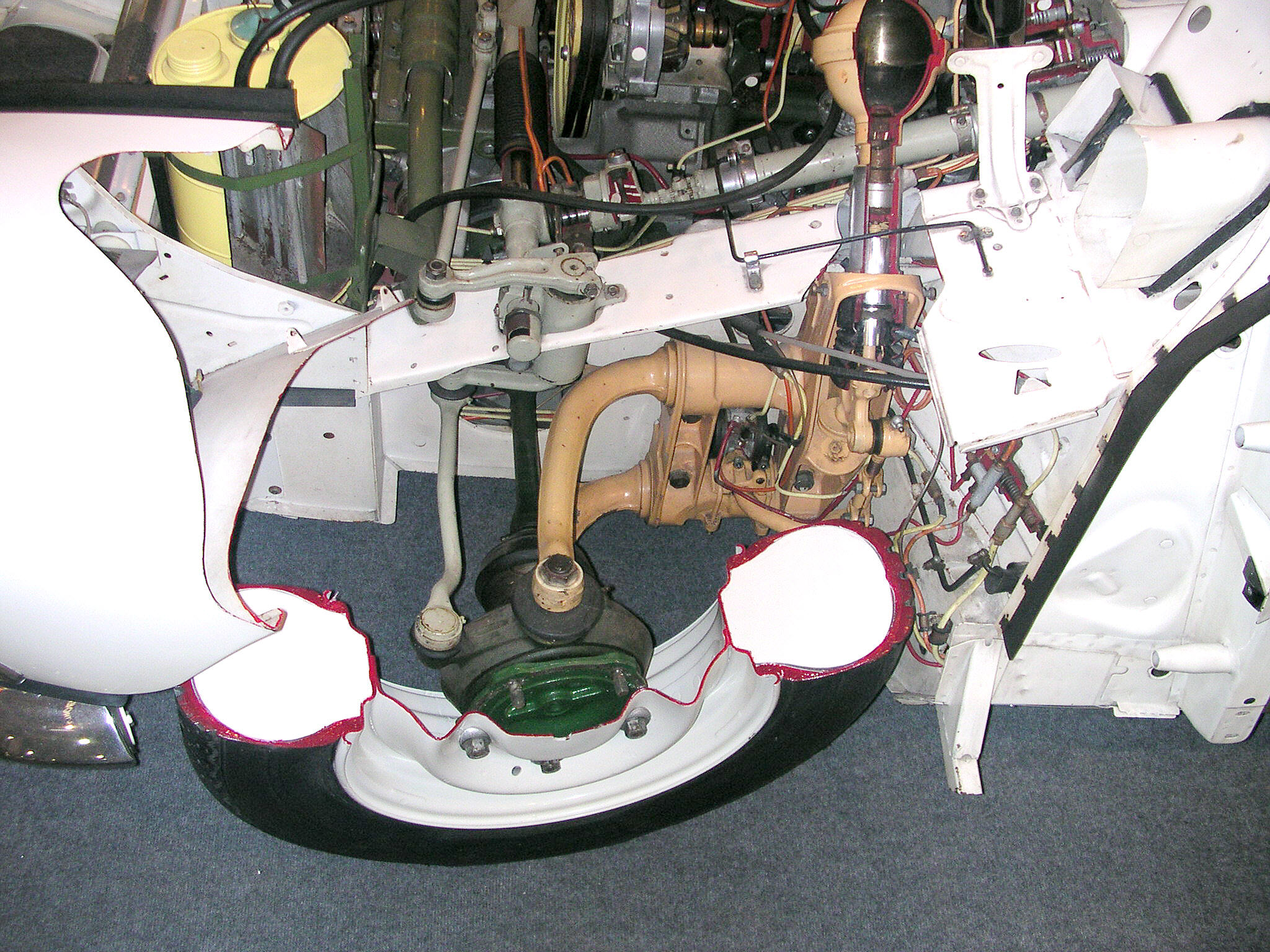
Vista de una secció davantera en un Citröen Ds, en el qual s'aprecia els braços de suspensió, i el sistema hidropneumàtic

Sistema desenvolupat per Citroën que va ser equipat per primera vegada en el model “Citroën Ds 15” “tiburon” el 1955 i que posteriorment ha estat adoptada per altres vehicles de gamma alta com Peugeot, Mercedes-Benz, Rolls-Royce.
El sistema consisteix en el fet que cada roda és suportada per un conjunt de cilindre hidràulic amb una esfera mig plena de gas (nitrogen) separada de l'oli per una membrana elàstica, que fa la funció d'element elàstic. Dintre de l'altra meitat de l'esfera i del cilindre hi ha oli hidràulic que fa les funcions d'amortidor i de regulador d'alçària. Aquest sistema de suspensió acostuma a ser més complex que els altres sistemes de suspensió, per tant més car i més dificultós de reparar que els sistemes tradicionals, per contra ofereixen un confort i una seguretat més elevades.
Els sistemes hidropneumàtics permeten efectuar interconnexions entre els diferents actuadors Suspensions Interconnectades. Tot i ser solucions molt minoritàries, cal destacar els sistemes de l'empresa australiana Kinetic i de la catalana Creuat. Aquests sistemes, bàsicament passius, permeten controlar per separat els moviments modals del vehicle (vertical, balanceig, capcineig i encreuament d'eixos).